# Roel de Wit

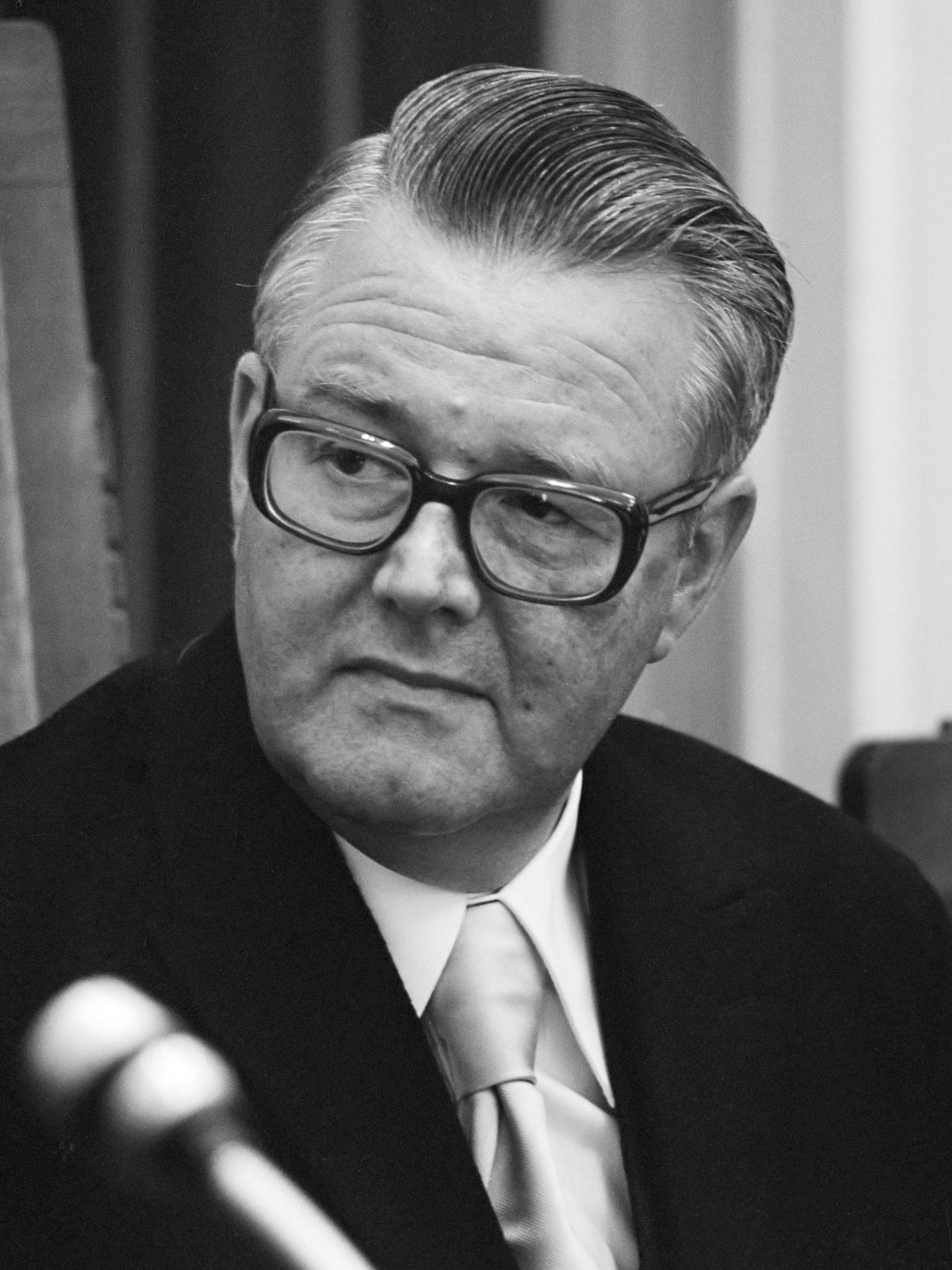
Roel de Wit (1976)

Roelof „Roel“ Josephus de Wit (* 31. März 1927 in Amsterdam; † 3. Juni 2012 in Haarlem, Provinz Nordholland) war ein niederländischer Politiker der Partij van de Arbeid (PvdA), der unter anderem zwischen 1970 und 1976 Bürgermeister von Alkmaar sowie anschließend bis 1992 Beauftragter der Königin (Commissaris van de Koningin) für die Provinz Nordholland war.

## Leben

### Studium, berufliche Laufbahn und Beigeordneter von Amsterdam
Nach dem Besuch der Hogereburgerschool in Amsterdam studierte de Wit Biologie an der Universität von Amsterdam und trat während des Studiums dem Jugendverband für Naturkunde (Nederlandse Jeugdbond voor Natuurstudie) als Mitglied bei. Nach Abschluss des Studiums wurde er 1949 Mitarbeiter der Kommission für Natur- und Landschaftsschutz und war deren Sekretär von 1954 bis 1965. In dieser Funktion gab er der Kommission einen neuen Stellenwert, in dem er kritische Schriften über den landwirtschaftlichen Sektor herausgab, in denen er diesen als Hauptschuldigen für den Abbau von Natur und Landschaft bezeichnete.
De Wit, der bereits 1946 Mitglied der PvdA wurde, begann Ende der 1950er Jahre seine politische Laufbahn, als er 1958 erstmals zum Mitglied der Provinciale Staten der Provinz Nordholland gewählt wurde und diesen bis 1976 an. 1962 wurde er Mitglied des Stadtrates von Amsterdam und war zwischen 1965 und 1970 Beigeordneter der Stadt Amsterdam sowie als solcher zuständig für öffentliche Arbeiten, Stadtentwicklung und Angelegenheiten der Agglomeration. In seine Amtszeit fiel der Bau der Wohnsiedlung Bijlmermeer im Amsterdamer Stadtteil Zuidoost sowie die Planung der 1977 eröffneten Metro Amsterdam.

### Bürgermeister und Beauftragter der Königin
1970 wurde er als Nachfolger von H. J. Wijtema Bürgermeister von Alkmaar und behielt diese Funktion bis zu seiner Ablösung durch Cees Roozemond 1976.
Im Anschluss wurde er am 16. August 1976 Nachfolger von Ferdinand Jan Kranenburg Beauftragter der Königin für die Provinz Nordholland und übte dieses Amt bis zu seiner Ablösung durch Jos van Kemenade am 1. April 1992. Während seiner sechzehnjährigen Amtszeit behielt er darüber hinaus zahlreiche Ämter in den Gebieten Naturschutz und Raumordnung und war seit 1981 auch Vorsitzender der Planungskommission der Provinz.
Für seine Verdienste wurde de Wit, der mit einer Tochter des ehemaligen Ministers für Wiederaufbau und öffentlichen Wohnungsbau Joris in ’t Veld verheiratet war, mehrfach geehrt und wurde zunächst am 11. April 1979 Ritter des Ordens vom Niederländischen Löwen. Nachdem er am 29. April 1983 Kommandeur des Ordens von Oranien-Nassau wurde, erfolgte am 25. Februar 1992 seine Ernennung zum Großoffizier dieses Ordens.